# سیارک ۱۳۷۹۲
سیارک ۱۳۷۹۲ (به انگلیسی: 13792 Kuscynskyj، نامگذاری:1998VG) سیزده هزار و هفتصد و نود و دومین سیارک کشف شده‌است که در ۷ نوامبر ۱۹۹۸ کشف شد.